# Piñata
Pour les articles homonymes, voir Piñata (homonymie).

Bris d'une piñata.

La piñata, pinata, ou pignata est un objet creux qui a la forme d'une figurine ou d'un objet, que l'on remplit de sucreries ou de jouets et que l'on suspend en l'air grâce à une ficelle. Des enfants[réf. nécessaire] se succèdent, armés d'un bâton, et essayent de casser la piñata afin de récupérer ce qu'elle contient.
La piñata est faite à partir de matériaux tels que la brique, le papier mâché ou l'argile. La piñata qu'on connaît aujourd'hui vient du Mexique et traditionnellement, elle est faite avec une forme humaine ou animale.

## Un héritage des explorations passées

### En Chine
Une hypothèse attribue son origine à la culture chinoise. En effet, les Chinois auraient été les premiers à utiliser la piñata lors des fêtes de la Nouvelle Année au début du printemps. Les représentations animales des piñatas (vaches et buffles) seraient le signe d'origine rurale et agricole. Par tradition les piñatas étaient de papiers de différentes couleurs et remplies de semences. En extraire les graines par frappes successives devait assurer une bonne saison à venir.

### En Italie, en Espagne
La piñata aurait été importée en Italie au XIVe siècle par l'explorateur Marco Polo, comme en témoigne son livre Les Voyages de Marco Polo. Ces écrits attestent aussi cette origine chinoise. Le mot piñata a une étymologie italienne : pignatta qui désigne un « récipient fragile ». Au début, en effet, c'est un simple récipient de céramique, plus ou moins décoré, qu'il fallait briser avec un bâton.
Au XIVe siècle, la religion chrétienne s'empare de cette pratique païenne pour la christianiser. C'est pendant la fête de Carême qu'elle devient importante.

### En Amérique latine
Après être passée par l'Espagne, elle aurait été exportée au Mexique par les conquistadors espagnols. À la grande surprise de ces derniers, une pratique rituelle locale similaire existait déjà, mais qui n'avait rien de chrétien. Les populations locales s'en servaient pour adorer le dieu Huitzilopochtli, dieu du soleil et de la guerre.
Les missionnaires l'utilisèrent pour étayer leurs discours d'évangélisation. En y ajoutant des décorations, ils attiraient leurs futurs paroissiens en attribuant à la piñata une symbolique du diable à combattre.
Les piñatas furent agrémentées de sept piques représentant les sept péchés capitaux à combattre (l'avarice, la gourmandise, la paresse, l'orgueil, l'envie, la colère et la luxure). Ces sept piques rappelaient aussi l'étoile du Berger qui guida les rois mages sur la route de Bethléem.
Une personne avait les yeux bandés et on la faisait tourner trente-trois fois (pour les 33 ans de la vie du Christ) sur elle-même, avant qu'elle n'essaie de briser la piñata. Les yeux bandés évoquaient aux chrétiens la foi aveugle avec laquelle ceux-ci étaient censés agir contre le mal.
L'aspect religieux de la coutume se perdit pour devenir une tradition des fêtes de l'Avent et pour les anniversaires où la piñata prend la forme d'un personnage . Elle se répandit dans plusieurs régions d'Amérique latine, en Espagne, et dans certains pays anglo-saxons comme les États-Unis, ainsi qu'en Inde.

## Une pratique codifiée

### En France
En France, la piñata est liée aux fêtes d'anniversaire des enfants. Elle est confectionnée avec des matériaux cassables, des bonbons et des petits jouets y sont dissimulés. Elle est de couleurs vives, elle a la forme d'une étoile à cinq, six ou sept branches. Elle peut aussi avoir une forme d'animal, selon les goûts des enfants.
Pour confectionner une piñata, on gonfle un ballon sur lequel on modèle un corps rond en papier mâché. Le papier est recouvert de papier crépon. Cette confection dure environ trois heures.

### Au Mexique
Elle est utilisée depuis 450 ans pour célébrer des fêtes traditionnelles mexicaines tout au long de l'année.
Au Mexique, pendant le jeu, on chante la chanson Dale, dale, dale. La seconde strophe varie selon la région mexicaine. Au nord-est du Mexique, on chante :
Dale, dale, dale,

no pierdas el tino ;

Porque si lo pierdes

pierdes el camino.

Dale, dale, dale,

Dale y no le dió ;

Quítenle la venda,

Porque siguo yo

¡Se acabó!
Traduction :
Frappe-la, frappe-la, frappe-la (ou « vas-y, vas-y, vas-y »)

Ne perds pas ton adresse ;

Parce que si tu la perds

Tu perdras le chemin

Frappe-la, frappe-la, frappe-la,

Frappe-la, et il l’a raté

Enlevez-lui le bandeau

Parce que c'est mon tour

C’est  fini !
Au nord-ouest du Mexique (États de Colima, Jalisco, Sonora notamment), la seconde strophe est généralement la suivante :
Dale, dale, dale ;

Ya le diste una ;

Ya le diste dos ;

Ya le diste tres ;

¡Y tu tiempo se acabó!
Traduction :
Frappe-la, frappe-la, frappe-la ;

Tu l'as déjà frappée une fois

Tu l'as déjà frappée deux fois

Tu l'as déjà frappée trois fois

Et ton tour est terminé !